# Línea H2 de la Red Ortogonal de Autobuses de Barcelona
La línea H2 u Horizontal 2 de Transportes Metropolitanos de Barcelona (TMB) forma parte de las líneas horizontales de la Red Ortogonal de Autobuses de Barcelona. Entró en servicio el 25 de junio de 2018.

## Recorrido[2]
El recorrido de la línea H2 empieza en la Avenida de Esplugues y finaliza su recorrido en la trinitat nova.

## Información extra sobre la línea
La línea usa el modelo de Mercedes Benz O530-G Citaro y la línea tiene 39 paradas.

## Horarios
| H2         | Primer servicio A: Trinitat Nova | Primer servicio A: Av. Esplugues | Último servicio A: Trinitat Nova | Último servicio A: Av. Esplugues |
| Laborables | 07:25                            | 06:30                            | 22:30                            | 22:00                            |
| Sábados    | 08:20                            | 07:30                            | 22:30                            | 22:00                            |
| Festivos   | 08:20                            | 07:30                            | 22:30                            | 22:00                            |

## Red Ortogonal de Autobuses de Barcelona
| Líneas horizontales (H)               | Líneas verticales (V)                           | Líneas diagonales (D)        | Líneas exprés (X)         |
| ------------------------------------- | ----------------------------------------------- | ---------------------------- | ------------------------- |
| Av. Esplugues — Trinitat Nova         | Districte Gran Via l'Hospitalet — Av. Esplugues | Pg. Marítim — Ernest Lluch   | Francesc Macià — Glòries  |
| Zona Universitària — Bon Pastor       | Zona Franca — Can Caralleu                      | Pl. Espanya — Canyelles      | Pl. Espanya — Av. Remolar |
| Zona Universitària — Onze de Setembre | Mare de Déu de Port — Pedralbes                 | Paral·lel — Ciutat Meridiana |                           |
| Ernest Lluch — Bon Pastor             | Pl. Espanya — Sarrià                            |                              |                           |
| Pl. Sants — Olímpic de Badalona       | Poble-sec — Sarrià                              |                              |                           |
| Gornal — Besòs Verneda                | Estació Marítima (WTC) — Bonanova               |                              |                           |
| Paral·lel — Sant Adrià                | Pla de Palau — Av. Tibidabo                     |                              |                           |
| Pg. Zona Franca — Fòrum Campus Besòs  | Barceloneta — Av. Tibidabo                      |                              |                           |
|                                       | Port Vell — Vall d'Hebron                       |                              |                           |
| Barceloneta — Pl. Alfonso Comín       |                                                 |                              |                           |
| Pg. Marítim — Montbau                 |                                                 |                              |                           |
| Nova Icària — Can Marcet              |                                                 |                              |                           |
| Nova Icària — Horta                   |                                                 |                              |                           |
| Pg. Marítim — Canyelles               |                                                 |                              |                           |
| Diagonal Mar — Roquetes               |                                                 |                              |                           |
| Mar Bella — Trinitat Vella            |                                                 |                              |                           |
| Fòrum Campus Besòs — Santa Coloma     |                                                 |                              |                           |

## Más información[4]
| Prestación                                      | Disponibilidad en la línea   |
| ----------------------------------------------- | ---------------------------- |
| Adaptada a                                      | Sí                           |
| TMB iBus (tiempo de espera)                     | Sí                           |
| Información del tiempo de espera en las paradas | Sí (no en todas las paradas) |
| Pantallas informativas                          | Sí                           |
| Televisión dentro del autobús                   | Sí, Canal MouTV              |
| Línea de tránsito rápido                        | Sí                           |
| Circula en días festivos                        | Sí                           |